# Kjersti Flaa
Kjersti Flaa (1973. március 27. –) norvég újságírónő.

## Életrajz
2002 és 2003 között szabadúszó újságíróként Délkelet-Ázsiában és Közép-Amerikában utazott. Magazinoknak írt és adott el utazási témájú írásokat.
2003 és 2006 között a The Egmont Group (Egmont Serieforlaget AS) dán médiavállalatnál dolgozott, majd 2006-ban a norvég Dagbladet-hez került. 2007 óta szabadúszó újságíró New York-ban.